# Königliche Enklaven

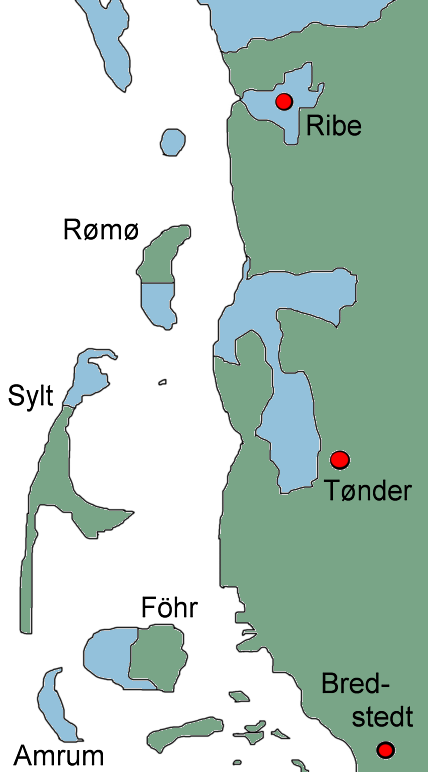
Blau: Das Königreich Dänemark mit Enklaven. Grün: Herzogtum Schleswig.

Mit dem Landaustausch nach dem Deutsch-Dänischen Krieg 1864 kam die Mehrzahl der königlichen Enklaven zu Preußen

Die königlichen oder königlich-dänischen Enklaven (dänisch kongerigske enklaver) waren Gebiete innerhalb des Herzogtums Schleswig, die nicht dem Herzogtum, sondern unmittelbar dem Königreich Dänemark zugeordnet waren. Das Herzogtum Schleswig unterstand als dänisches Lehen ebenfalls dem dänischen König, jedoch nicht unmittelbar. Korrekt müsste der Begriff daher als Enklaven des Königreichs übersetzt werden, auch um eine Verwechslung mit den königlichen Anteilen des Herzogtums Schleswig zur Zeit der Landesteilungen (1490 bzw. 1544 bis 1713/21) zu vermeiden.
Zu den Enklaven des Königreichs in Westschleswig zählten die Stadt Ripen mit dem nächsten Umland, das Birk Ballum mit der Südhälfte der Insel Röm, der Loharde mit dem Gut Troiburg und das Birk Mögeltondern, das rechtlich zum Birk Ballum gehörende Listland auf Sylt sowie das Birk Westerland Föhr einschließlich der Insel Amrum. Die Grenzen der meisten dieser Bezirke waren jedoch uneinheitlich, da zahlreiche Höfe innerhalb derselben zum Herzogtum gehörten, während andererseits auch Streubesitz in mehrheitlich herzoglichen Kirchspielen vorhanden war.
Die Enklaven haben ihren Ursprung vor allem in Besitzungen des Ripener Bischofs, des Domkapitels daselbst und anderer ripensischer geistlicher Einrichtungen. Da die Ripener Prälaten zu den dänischen Reichsständen zählten, wurden ihre Besitzungen südlich der Königsau nicht zum Herzogtum Schleswig gezählt, das sich seit der Zeit um 1200 dort als immer eigenständigeres Territorium etablierte. Während des Konflikts um das Herzogtum mit den Holsteiner Grafen kaufte Königin Margarethe I. (1375–1412) weitere Besitzungen. So kamen das Listland auf Sylt und die Westerharde (Westerland-Föhr und Amrum) als einzige Teile der nordfriesischen Uthlande zum Königreich, während der Rest derselben endgültig fester Bestandteil des Herzogtums wurde.
Obwohl diese Enklaven innerhalb des Herzogtums lagen, waren sie dem nach 1683 gültigen Dänischen Recht (Danske Lov) untergeben und nicht wie Schleswig dem Jütischen Recht. Zudem wurden sie von der Dänischen Kanzlei verwaltet, nicht etwa der Deutschen Kanzlei, die für die Herzogtümer zuständig war. Die Enklaven gehörten zum Amt Ripen. Ihr größter Teil fiel jedoch 1661 an den zum Lehnsgrafen erhobenen Feldherrn Hans Schack. Nur die Stadt Ripen, der diese umgebende, allerdings nicht abgerundete Besitz des Birks Riberhus, das Gut Troiburg mit seinen Besitzungen und das 1682 von Schack veräußerte Westerland-Föhr mit Amrum gehörten nicht Schack, der die alte Bischofsburg in Mögeltondern zu seiner Residenz ausbaute. Sein Besitz umfasste die Birke Mögeltondern, Ballum (mit List und Röm, obwohl diese ebenfalls verkauft worden waren) und Lustrup. Letzteres vereinte weit versprengte Streubesitzungen, von denen einige erst von Schack aus ehemaligem geistlichem Besitz hinzugekauft worden waren. Lustrup selbst lag nahe bei Ripen. Erst ab 1807 büßte die Lehnsgrafschaft ihren administrativen Sonderstatus ein, und die verschiedenen Bezirke wurden immer einheitlicher verwaltet.
Als Dänemark das Herzogtum Schleswig 1864 an Preußen abtreten musste, wurde ein Landaustausch vorgenommen. Dänemark verzichtete auf die Enklaven (außer Ripen) und konnte so ein größeres Umland von Ribe (die Ripener Harde), den nördlichen Teil der Tyrstrupharde mit acht Kirchspielen südlich von Kolding sowie die Insel Ærø behalten. Dadurch entstand erstmals eine einheitliche Grenze des Königreichs nach Süden hin. Dennoch galt bis zur Einführung des Bürgerlichen Gesetzbuchs 1900 formell das Dänische Recht von 1683, während in Alt-Schleswig bis dahin das Jütische Recht noch immer die Rechtsgrundlage bildete.
Bei der Grenzabstimmung 1920 zeigte sich noch in einigen Gemeinden, die früher zu den Enklaven gehörten, eine dänische Gesinnung, im Gegensatz zu den mehrheitlich deutschen Nachbarorten. So stimmte man in Mögeltondern über 80 % dänisch, während es in Hoyer und Tondern deutsche Dreiviertelmehrheiten gab. Drei kleine Gemeinden auf Westerland Föhr waren die einzigen in der 2. Zone, in denen es am 14. März 1920 eine dänische Mehrheit gab.

## Karten

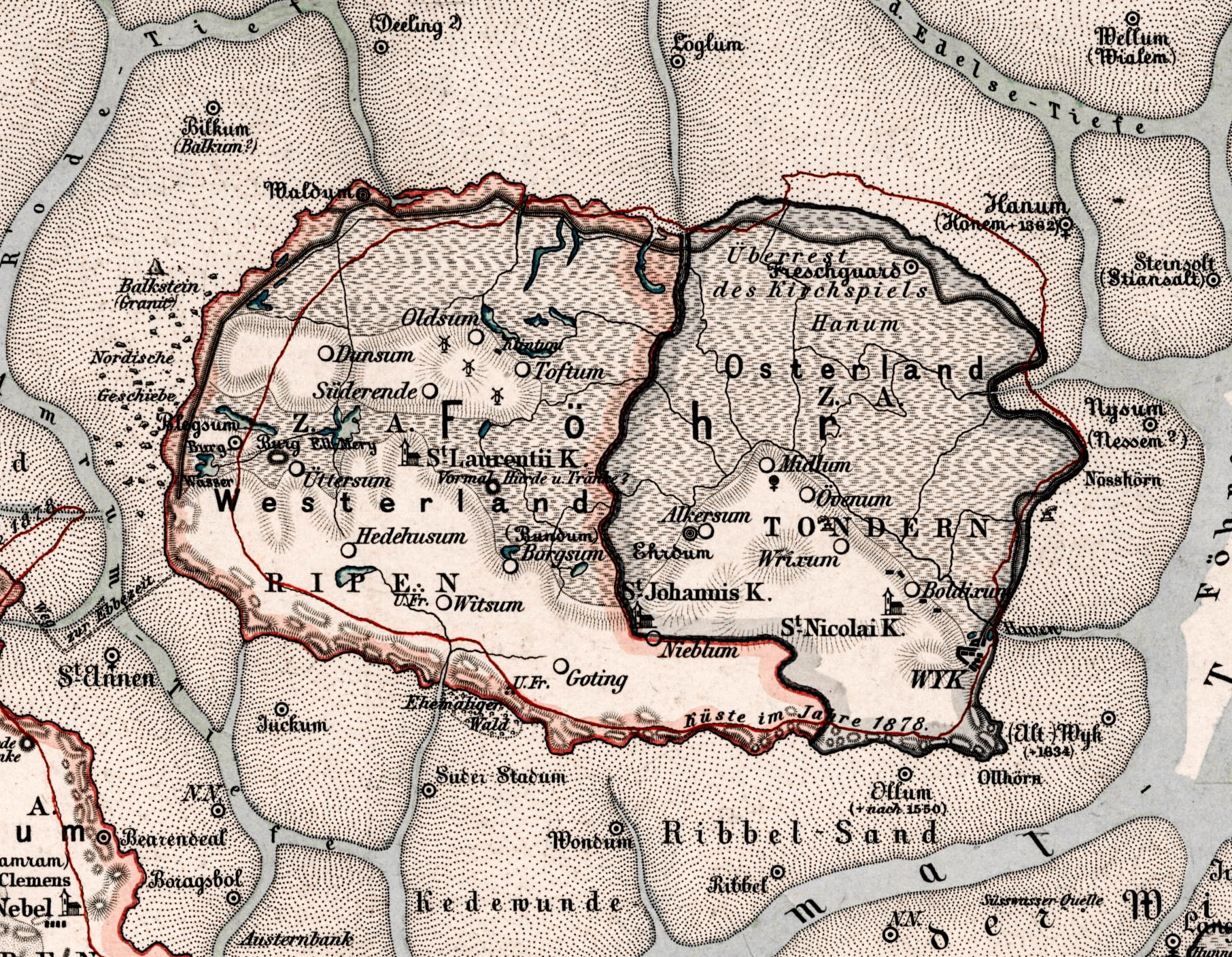
Geteilte Insel Föhr
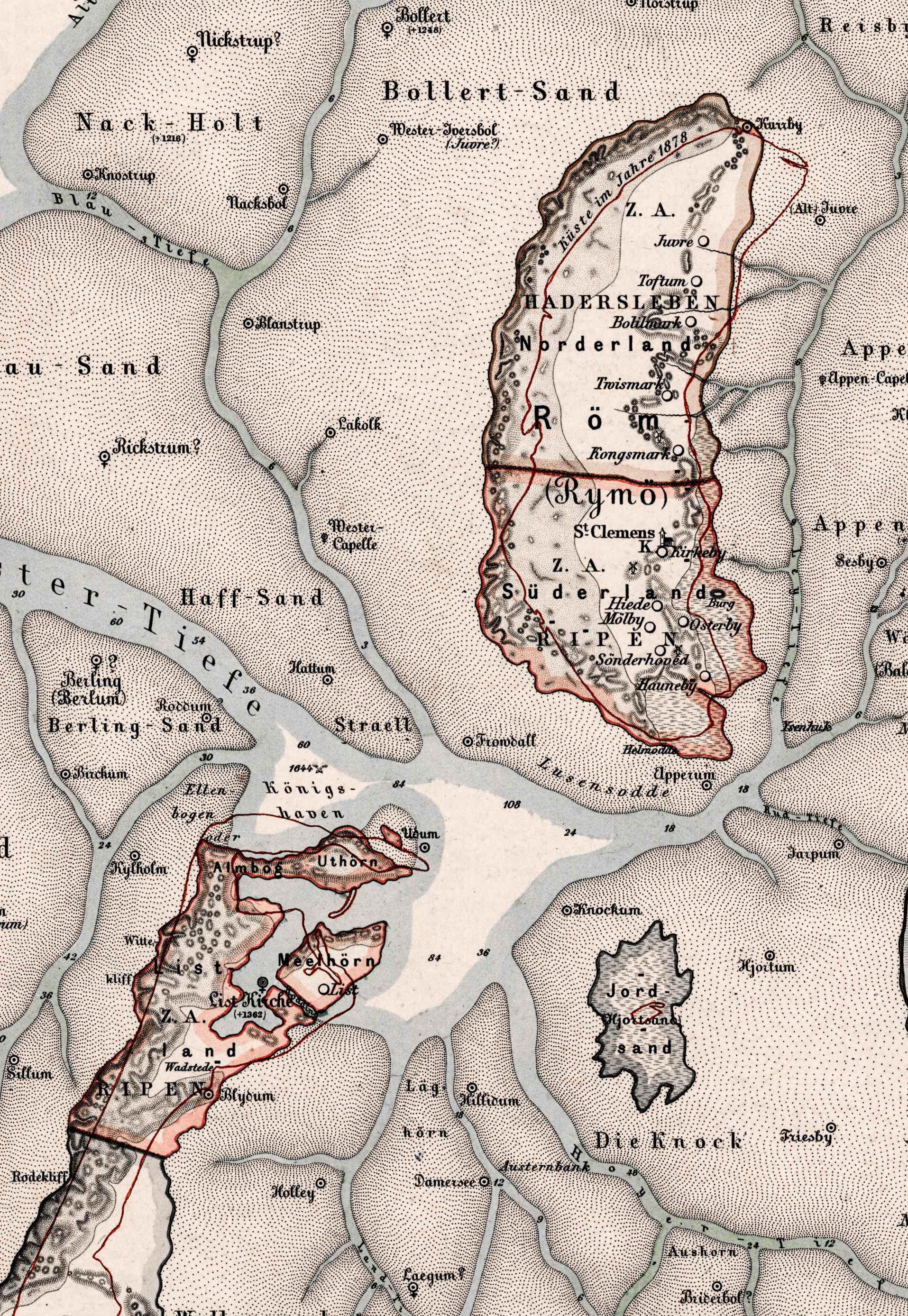
Geteilte Inseln Rømø und Sylt